# SC Schlesien Breslau
SC Schlesien Breslau was een Duitse voetbalclub uit Breslau, dat tegenwoordig het Poolse Wrocław is.

## Geschiedenis
De club werd opgericht op 26 augustus 1901 en was een afsplitsing van SV Blitz Breslau. In 1903 was de club medeoprichter van de Breslause voetbalbond. De bond organiseerde een competitie waaraan naast Schlesien ook nog Blitz en FC 1898 Breslau deelnamen. FC 1898 won alle wedstrijden en werd kampioen. Schlesien speelde gelijk tegen Blitz en verloor een keer en werd laatste. Het volgende seizoen eindigde de club met evenveel punten als FC 1898 op de eerste plaats. Er kwam een beslissende wedstrijd die in de tweede helft gestaakt werd bij een 2-1 stand voor Schlesien toen de kapitein van Schlesien met een blessure, veroorzaakt door een FC-speler, van het veld ging. De bond riep Schlesien als kampioen uit, maar FC protesteerde. Er kwam een replay, maar FC daagde niet op en veriet de bond voor een jaar. In de plaats trad Germania 1904 toe en promoveerde SC Preußen uit de tweede klasse. De club speelde gelijk tegen Blitz en won alle andere wedstrijden. Voor het eerst mocht de kampioen van Breslau naar de eindronde om de Duitse landstitel. De club moest een voorronde spelen tegen SC Alemannia Cottbus en won deze met 5-1. In de tweede ronde lootte de club Magdeburger FC Viktoria 1896 en trok zich terug uit de eindronde vanwege de hoge reiskosten.
In 1906 werd de competitie van Breslau onderdeel van de Zuidoost-Duitse voetbalbond. De club werd kampioen en speelde nog tegen de kampioen van Neder-Lausitz, FV Brandenburg Cottbus, voor een ticket in de eindronde. De club won met 3-1 en werd kampioen, al mochte ze zich nog niet de kampioen van Zuidoost-Duitsland noemen. De club nam deel aan de Duitse eindronde waar de club een 1-7 pandoering kreeg van BFC Hertha 92. In 1906/07 namen er al meerdere clubs deel aan de eindronde, maar als titelverdediger was de club meteen voor de finale geplaatst, waarin ze TuFC Britannia Cottbus versloegen. In de Duitse eindronde verloor de club van Berliner TuFC Viktoria met 2-1. De volgende drie jaar werd de club telkens vicekampioen en daarna vier keer op rij derde.
Na de Eerste Wereldoorlog werd de club opnieuw vicekampioen, achter de Vereinigte Breslauer Sportfreunde. In 1920/21 werd de club opnieuw kampioen en plaatste zich weer voor de Zuidoost-Duitse eindronde. In de halve finale verloor de club van FC Viktoria Forst. Na een plaats in de middenmoot werd de club in 1923 laatste en degradeerde.
In de B-Liga werd de club vicekampioen achter FC Rapid Breslau, dat promotie kon afdwingen. Hierna fuseerde de club met Rapid en ging als SC Schlesien-Rapid Breslau in de hoogste klasse spelen. De club kon niet meer aan de vooroorlogse successen aanknopen en eindigde meestal in de lagere middenmoot. In 1929 nam de club opnieuw de naam SC Schlesien Breslau aan, echter degradeerde de club in 1930. Na een vierde en een tweede plaats werd de club in 1933 kampioen.
Er volgde echter geen promotie. De competitie werd hervormd en de Gauliga Schlesien werd ingevoerd als nieuwe hoogste klasse en verving de competities van de Zuidoost-Duitse bond. De club mocht beginnen in de Bezirksliga Mittelschlesien. Hierop fuseerde de club met VfR 1897 Breslau, een eveneens vergane glorie, die begin jaren dertig van de eerste naar de derde klasse gezakt was.
De fusieclub VfR Schlesien 1897 Breslau begon in de Bezirksliga, maar zou nooit promotie kunnen afdwingen en was maar een schim van beide succesvolle voorgangers.
In 1947 werd de club Śląsk Wrocław, dat in het Duits vertaald Schlesien Breslau is, maar een volledige Poolse voetbalclub is en helemaal niets te maken heeft met de historische club.

## Erelijst
Kampioen Breslau
1904, 1905, 1906, 1907, 1921
Kampioen Zuidoost-Duitsland
1907